# Norrnäs (Finström, Åland)
Norrnäs är en halvö i Åland (Finland). Den ligger i den västra delen av landskapet, 19 km norr om huvudstaden Mariehamn. Norrnäs ligger på ön Fasta Åland.